# امین ماسوری
امین ماسوری روزنامه‌نگار، پژوهشگر موسیقی، و فعال سیاسی اهل ایران است. وی به‌دلیل اتهاماتی چون کشیدن نقاشی با عنوان «آبان خونین: دربارهٔ اعتراضات آبان ۹۸» به حبس و جزای نقدی محکوم شد. وی به‌دلیل دستگیری و زندانی شدن، نتوانست تحصیلاتش را در مقطع دکتری ادامه دهد.
ماسوری کتاب‌هایی دربارهٔ موسیقی و به‌ویژه موسیقی محلی لری دارد که عبارتند از فرهنگ‌واژهٔ موسیقی لرستان، خنیاگران زاگرسی، و آموزش دهل. او همچنین مدیر مسئول نشریه‌های نیش قلم و نقد کتاب هنر بود و مدیر مسئول پایگاه خبری چوپی نیز بوده‌است.

## زندانی شدن
ماسوری به‌دلایل فعالیت‌های سیاسی و اجتماعی در سال ۱۳۹۸ به دو سال زندان محکوم شد. دادگاه در خصوص صدور این حکم به مواردی چون «ارائهٔ اطلاعات زندانیان امنیتی که در دستگیری پیشین، در سال ۹۷، با آن‌ها هم‌بند بوده به گروهک‌های منافق»، «انتساب مطالب موهن به ریاست دستگاه قضا که موجب بدبینی مردم می‌شود» و «تهیهٔ نقاشی‌های تحریک‌آمیز در ارتباط با اعتراضات آبان ۱۳۹۸ ایران که متهم از آن‌ها به عنوان آبان خونین نام برده‌است» استناد کرده‌است.
وی پیش‌تر در دی‌ماه ۹۷ بازداشت و بابت اتهام «فعالیت تبلیغی علیه نظام»، به تحمل ۱۵ ماه حبس تعزیری و به اتهام «توهین به رهبری»، به تحمل ۸ ماه حبس تعزیری محکوم شد.